# Гау
Ґау (нім. Gau, від давньоверхньонімецького gouwe, gouwi — ландшафт) — спочатку у  германців і  венедів область проживання племені, яка володіла однорідним ландшафтом і була обрамлена природними межами. Відповідає англ. shire — графство.

## Ґау в давнину
У  стародавності гау позначало невеликі області під управлінням незалежних виборних  вождів і з власною системою правосуддя.

## Ґау вСередньовіччя
Під  Франкською імперією  Карла Великого гау по суті стало адміністративною одиницею, на чолі якої стояв призначений граф (гауграф), який одночасно був головним суддею і командувачем військом. Поступово  графи з намісників монарха стали спадковими володарями своїх областей, а замість терміна «гау» став вживатися термін «графство» (comitatus або Grafschaft).
Ландграфства:
- Зундгау,
- Нордгау,
- Брайсгау,
- Альбгау,
- Лінцгау,
- Тургау,
- Ааргау.

## Нацистська Німеччина
За часів правління Гітлера слово гау позначало партійні округи Німеччини, а гауляйтерами називали керівників регіональних відділень НСДАП. Згодом усе більше перетворювалося з одиниці партійного управління територією в одиницю адміністративно-господарську. Спочатку було утворено на території Німеччини 38 гау. Згодом число їх зросло. У зв'язку з реформуванням системи адміністративного поділу як  Східної, так і  Західної Німеччини після 1945, гау перестало вживатися в офіційних текстах.
Список гау в Німеччині та на окупованих територіях на 1942 рік:
- Шлезвіг-Гольштейн, центр — Кіль
- Гамбург
- Східний Ганновер, центр — Люнебург
- Везер-Емс, центр — Ольденбург
- Вестфалія-Північ, центр — Мюнстер
- Південний Ганновер — Брауншвейг, центр — Ганновер
- Вестфалія-Південь, центр — Бохум
- Ессен
- Дюссельдорф
- Кельн-Аахен, центр — Кельн
- Мозельланд-Люксембург, центр — Кобленц
- Вестмарк (Саарпфальц), центр — Саарбрюккен
- Баден-Ельзас, центр — Карлсруе
- Вюртемберг-Гогенцоллерн, центр — Штутгарт
- Швабія, центр — Аугсбург
- Тіроль-Форарльберг, центр — Інсбрук
- Мюнхен — Верхня Баварія, центр — Мюнхен
- Каринтія, центр — Клагенфурт
- Штирія, центр — Грац
- Зальцбург
- Франконія, центр — Нюрнберг
- Ессен-Нассау, центр — Франкфурт-на-Майні
- Байрейт
- Тюрингія, центр — Веймар
- Кургессен, центр — Кассель
- Майн-Франконія, центр — Вюрцбург
- Нижній Дунай, центр — Кремс
- Верхній Дунай, центр — Лінц
- Відень
- Магдебург-Ангальт, центр — Дессау
- Мекленбург, центр — Шверин
- Берлін
- Бранденбург (Курмарк), центр — Потсдам
- Померанія, центр — Штеттін
- Нижня Сілезія, центр — Бреслау (Вроцлав)
- Верхня Сілезія, центр — Катовиці
- Саксонія, центр — Дрезден
- Галле-Мерзебург, центр — Галле
- Судетенланд (Судетська область), центр — Райхенберг
- Вартеланд, центр — Позен (Познань)
- Данциг — Західна Пруссія, центр — Данциг (Гданськ)
- Східна Пруссія, центр — Кенігсберг (Калінінград)
- Бемен унд Мерен ( Богемія і Моравія (протекторат)), центр — Праг (Прага)
- Білосток
- Генерал-губернаторство, центр — Кракау (Краків)
- Дистрикт Лемберг, центр — Лемберг (Львів).

## Сьогодні
Сьогодні гау називаються філії фізкультурних об'єднань  Німеччини і  Австрії, а також «Загального німецького автоклубу» (Allgemeiner Deutscher Automobil-Club) зі штаб-квартирою у Мюнхені, який налічує близько 15,5 мільйонів членів.
В Австрії в розмовній мові гау використовується в своєму застарілому значенні, попри те, що офіційно адміністративними одиницями Австрії є округи.